# Nymphula tenebralis
Nymphula tenebralis là một loài bướm đêm trong họ Crambidae.